# 阿爾派恩 (華盛頓州斯卡吉特縣)
阿爾派恩（英語：Alpine）是一座位於美國華盛頓州斯卡吉特縣卡瓦諾湖湖濱的一座村莊，存在於1894至1929年，由史丹佛大學畢業生卡尔·L·克莱曼斯建立。村莊由幾個家庭戶、一個校舍、一個郵政局和一家酒店組建而成。1929年由於史蒂文游覽公路于一公里之外建成通車而卻與阿爾派恩毫無任何關係導致被廢棄。在由艾利桑·M·華萊士所著，洲際出版公司1906年出版之《斯卡吉特縣與斯諾霍米什縣歷史插圖版》第469至470頁中可查詢與其相關的簡短的提及。此外，一本由1890年到達卡瓦諾湖的定居者阿蘭·雷·文澤爾所著，深入瞭解阿爾派恩的名爲《湖泊上的阿爾派恩》的著作于2009年由西雅圖經典之日出版社出版并獲著作權（ISBN 978-1-59849-079-4，國會圖書館編號2009938776）。